# Fru af og til
Fru af og til er afsnit 54 i Frank Hvam og Casper Christensens sitcom Klovn.

## Plot
Mia og Frank er flyttet hjem til Mias forældre. De forsøger at finde måder, hvorpå de alligevel kan dyrke privatlivets glæder. Caspers depression er nu så voldsom, at han er blevet indlagt, og Frank står i et dilemma, skal han prioritere sex eller sin syge ven? Ihærdige forsøg fra Frank og Mias side på at finde "alenetid" bliver spoleret, og Frank erkender, at svigerfar får mere sex, end han gør.